# Укумирханъёган
Укумирханъёган (устар. Укум-Ерган-Ёган) — река в России, протекает в Ханты-Мансийском автономном округе. Устье реки находится в 68 км по левому берегу реки Ерганъёган. Длина реки составляет 18 км.

## Данные водного реестра
По данным государственного водного реестра России относится к Верхнеобскому бассейновому округу, водохозяйственный участок реки — Вах, речной подбассейн реки — бассейн притоков (Верхней) Оби от Васюгана до Ваха. Речной бассейн реки — (Верхняя) Обь до впадения Иртыша.